# Federico Borolo
Federico Borolo (Soave, 15 maggio 2004) è un giocatore di calcio a 5 italiano, pivot della Roma 1927 Futsal in Serie A.

## Biografia
Originario di Cologna Veneta, Borolo, ha iniziato a giocare a calcio a 5 entrando nel settore giovanile dell'Atletico Pressana C5, dove ha militato fino alla categoria Under-19.
Nel 2022 ha partecipato alla Future Cup, manifestazione nazionale per i migliori talenti del futsal italiano, distinguendosi come Miglior Giocatore (MVP).
Successivamente si è trasferito in prestito al Futsal Cornedo, all'ora squadra di Serie B, con la quale ha contribuito alla promozione in Serie A2.
Durante l’estate dello stesso anno (2022), Borolo ha ricevuto la sua prima convocazione nella nazionale italiana Under-19, guidata dal CT Massimiliano Bellarte, partecipando all'Europeo Under-19 a Jaén, in Spagna.
Sempre nel 2022 è scelto come ambassador per la Divisione Calcio a 5, partecipando alla campagna di lancio della community #WeAreFutsal e #WeAreYoung, diventando volto ufficiale della promozione giovanile nazionale.
Nel 2023 si è trasferito all'Olimpus Roma, con cui ha proseguito il percorso di crescita dove ha conquistato il campionato nazionale Under-19 e la Coppa Italia di categoria, venendo premiato come MVP della finale Scudetto grazie a una tripletta decisiva.
Nella stagione 2024-2025, con il cambio di denominazione della squadra in Roma 1927 Futsal, Borolo continua la sua crescita in Serie A, e vince la prestigiosa Coppa della Divisione.

## Caratteristiche tecniche
Federico Borolo è un pivot di grande fisicità, destro naturale ma abile anche con il piede sinistro. Si distingue per la capacità di proteggere il pallone, girarsi rapidamente e finalizzare l'azione con efficacia. 

## Palmarès

### Competizioni giovanili
- Campionato italiano Under-19: 1
Olimpus Roma: 2023-2024
- Coppa Italia Under-19: 1
Olimpus Roma: 2023-2024

### Competizioni Nazionali
- Coppa della Divisione: 1
Roma 1927 Futsal: 2023-2024

### Individuali
- Miglior giocatore finale Scudetto Under-19 |2024

- Miglior giocatore Future Cup |2022